# 挹解鄉
挹解鄉，是四川省鄰水縣曾经下辖的一个乡。

## 沿革[1][2]
- 民國29年（1940年），實行新縣制，改3個區為4個區，將43個聯保辦公處合併為22個鄉鎮公所。挹爽鄉、解慍鄉合併為挹解鄉。
- 民國31年（1942年）1月6日，按《鄉鎮組織法暫行條例》規定，全縣劃為6個區，35個鄉鎮公所，挹解鄉仍分置挹爽鄉、解慍鄉。